# Vorarlberger Bergkäse

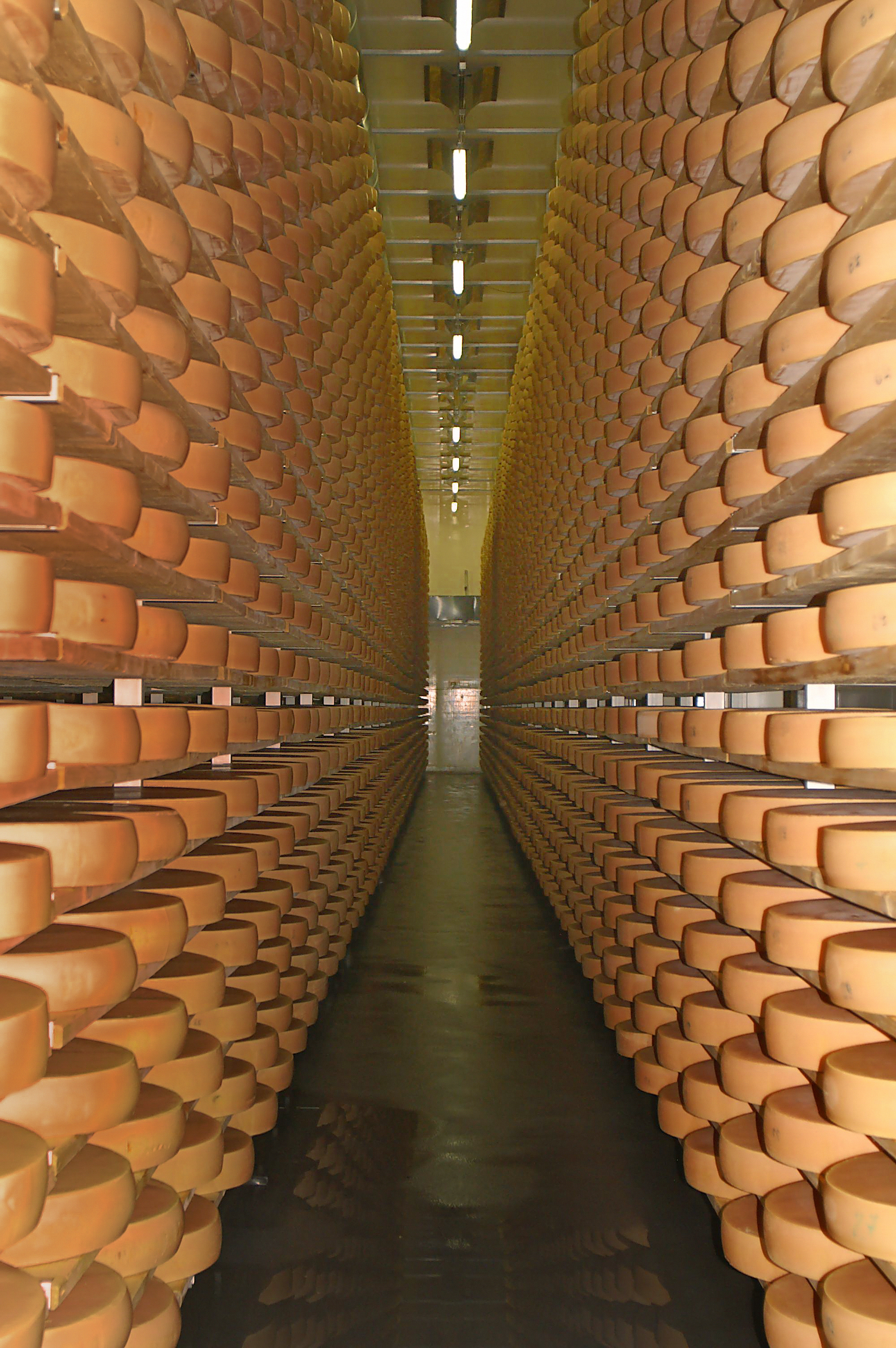
Bodega de quesos en Bregenzerwald.

Vorarlberger Bergkäse (literalmente, «queso de montaña de Vorarlberg») es un queso austriaco con denominación de origen protegida a nivel europeo. Se trata de un queso hecho con leche cruda de vaca. Se elabora en una zona alpina, entre los 1.000 y los 1.800 m s. n. m., en las regiones de Vorsäss y Maisäss, Bregenzerwald, Kleinwalsertal, Großwalsertal, Laiblachtal (Pfänderstock) y Rheintal (Vorarlberg). La leche debe proceder de vacas de la zona, que han pastado en los prados alpinos, lo que le da su sabor característico y un intenso olor.
Este queso lleva un periodo de añejamiento de tres a seis meses. La corteza es granulosa y su color es marrón. El queso es duro. La cuajada va de firme a elástica, de un color que va desde el marfil al amarillo claro, con ojos redondos del tamaño de guisantes regularmente distribuidos. El gusto es aromático, haciéndose más picante conforme va curando. Se elabora en forma de grandes ruedas con un peso que va desde los 8 hastas los 35 kilos.
Es un queso tradicional, que puede remontarse al siglo XIV, cuando gracias al incremento de la población se multiplicó la producción de leche, que había que conservar de alguna manera, y la forma ideal de hacerlo era transformándola en queso. El aumento de la producción de queso en el siglo XVIII hizo que los excedentes se vendieran en el extranjero, especialmente en Italia. En 1921 se organizaron cooperativas para la distribución del queso, tanto en Austria como en el extranjero. El modo de producción en sí ha cambiado poco a lo largo de los siglos, y aún hoy se siguen usando las grandes cazuelas de cobre para cocer la leche y se mantiene el queso durante el tiempo de añejamiento de manera deliberada con una capa de sal.